# 孔西尼
孔西尼（法語：Consigny，法語發音：[kɔ̃siɲi]）是法国上马恩省的一个市镇，位于该省中部，属于肖蒙区。

## 地理
孔西尼（48°10'0"N, 5°24'59"E）面积10.95 平方千米，位于法国大東部大區上马恩省，该省份为法国东北部内陆省份，北起马恩省和默兹省，西接奥布省，西南接科多尔省，东南接上索恩省，东临孚日省。
与孔西尼接壤的市镇（或旧市镇、城区）包括：埃科拉孔布、福尔塞、米利埃、奥济耶尔、罗尼翁河畔布尔东、克兰尚。

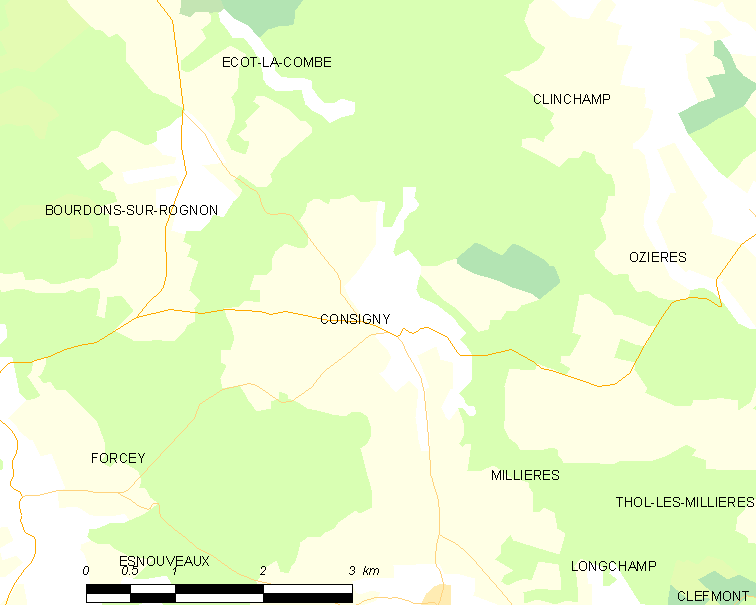
孔西尼的OSM定位图

孔西尼的时区为UTC+01:00、UTC+02:00（夏令时）。

## 行政
孔西尼的邮政编码为52700，INSEE市镇编码为52142。

## 政治
孔西尼所属的省级选区为博洛涅县。

## 人口

1962-2008年间孔西尼人口变化图示

孔西尼于2022年1月1日时的人口数量为77人。